# 내가 널 사랑할 수 없는 10가지 이유 (시트콤)
내가 널 사랑할 수 없는 10가지 이유(10 Things I Hate About You)는 2009년 7월 7일부터 2010년 5월 24일 ABC 패밀리에서 방영된 시트콤이다. 1999년 개봉한 동명의 영화를 기반으로 제작되었다.

## 캐스트
- 린지 쇼 - Katerina Stratford
- 메건 제트 마틴 - Bianca Stratford
- 래리 밀러 - Walter Stratford
- 이선 펙 - Patrick Verona
- 니콜라스 브라운 - Cameron James
- 다나 데이비스 - Chastity Church